# Ciclismo nos Jogos Olímpicos de Verão de 2024 - Cross-country masculino
A prova do cross-country masculino do ciclismo nos Jogos Olímpicos de Verão de 2024 ocorreu em 29 de julho de 2024 na Colina d'Élancourt, no departamento de Yvelines. Um total de 36 ciclistas de 28 Comitês Olímpicos Nacionais (CON) participaram do evento.

## Qualificação
Cada Comitê Olímpico Nacional poderia inscrever até três ciclistas qualificados no cross-country. As vagas foram atribuídas ao CON, que seleciona os ciclistas. A qualificação se deu principalmente por meio do Ranking Mundial da União Ciclística Internacional (UCI) até 17 de outubro de 2023.
O segundo caminho para a qualificação foram através dos torneios continentais da África, Américas e Ásia; o melhor CON de cada torneio (que ainda não havia conquistado uma vaga) recebeu a classificação. O terceiro caminho foi pelo Campeonato Mundial de Ciclismo de Montanha de 2023, com os dois primeiros CONs ainda sem uma vaga na categoria Elite ganhando um lugar. As vagas restantes foram atribuídas pelo princípio de universalidade e realocações.

## Formato
A competição é disputada em uma corrida em massa de oito voltas, com uma fase única já valendo pela disputa de medalhas. O percurso de mountain bike tem 4,4 quilômetros (2,7 milhas) de extensão, com mudanças repentinas na elevação, trilhas estreitas de terra e seções rochosas. Ciclistas com tempos 80% mais lentos do que o líder na primeira volta são eliminados.

## Calendário
Horário local (UTC+2)
| Dia                 | Horário | Fase  |
| ------------------- | ------- | ----- |
| 29 de julho de 2024 | 14:10   | Final |

## Medalhistas
| Ouro   | GBR Tom Pidcock     |
| Prata  | FRA Victor Koretzky |
| Bronze | RSA Alan Hatherly   |

## Resultados
Os primeiros colocados após oito voltas pelo percurso conquistam as medalhas.
| Pos.              | Bib | Ciclista               | CON                | Tempo   | Dif.   |
| ----------------- | --- | ---------------------- | ------------------ | ------- | ------ |
| Medalha de ouro   | 1   | Tom Pidcock            | GBR Grã-Bretanha   | 1:26:22 |        |
| Medalha de prata  | 2   | Victor Koretzky        | FRA França         | 1:26:31 | +0:09  |
| Medalha de bronze | 5   | Alan Hatherly          | RSA África do Sul  | 1:26:33 | +0:11  |
| 4                 | 10  | Luca Braidot           | ITA Itália         | 1:26:56 | +0:34  |
| 5                 | 3   | Mathias Flückiger      | SUI Suíça          | 1:27:42 | +1:20  |
| 6                 | 15  | Samuel Gaze            | NZL Nova Zelândia  | 1:28:03 | +1:41  |
| 7                 | 7   | Riley Amos             | USA Estados Unidos | 1:28:08 | +1:46  |
| 8                 | 14  | Charlie Aldridge       | GBR Grã-Bretanha   | 1:28:32 | +2:10  |
| 9                 | 4   | Nino Schurter          | SUI Suíça          | 1:28:44 | +2:22  |
| 10                | 23  | David Valero           | ESP Espanha        | 1:28:49 | +2:27  |
| 11                | 13  | Martín Vidaurre        | CHI Chile          | 1:29:00 | +2:38  |
| 12                | 11  | Simon Andreassen       | DEN Dinamarca      | 1:29:05 | +2:43  |
| 13                | 9   | Christopher Blevins    | USA Estados Unidos | 1:29:06 | +2:44  |
| 14                | 6   | Jordan Sarrou          | FRA França         | 1:29:08 | +2:46  |
| 15                | 19  | Julian Schelb          | GER Alemanha       | 1:29:08 | +2:46  |
| 16                | 8   | Luca Schwarzbauer      | GER Alemanha       | 1:29:10 | +2:48  |
| 17                | 16  | Mārtiņš Blūms          | LAT Letônia        | 1:29:11 | +2:49  |
| 18                | 20  | Pierre de Froidmont    | BEL Bélgica        | 1:30:21 | +3:59  |
| 19                | 17  | Simone Avondetto       | ITA Itália         | 1:30:52 | +4:30  |
| 20                | 28  | Knut Røhme             | NOR Noruega        | 1:30:55 | +4:33  |
| 21                | 28  | Ulan Galinski          | BRA Brasil         | 1:30:55 | +4:33  |
| 22                | 24  | Maximilian Foidl       | AUT Áustria        | 1:31:26 | +5:04  |
| 23                | 30  | Adair Gutiérrez Prieto | MEX México         | 1:31:42 | +5:20  |
| 24                | 12  | Jofre Cullell          | ESP Espanha        | 1:32:13 | +5:51  |
| 25                | 22  | Ondřej Cink            | CZE Chéquia        | 1:32:28 | +6:06  |
| 26                | 18  | Jens Schuermans        | BEL Bélgica        | 1:33:29 | +7:07  |
| 27                | 29  | Krzysztof Łukasik      | POL Polônia        | 1:33:55 | +7:33  |
| 28                | 35  | Romano Püntener        | LIE Liechtenstein  | 1:34:33 | +8:11  |
| 29                | 26  | Tomer Zaltsman         | ISR Israel         | 1:34:47 | +8:25  |
| 30                | 25  | Gunnar Holmgren        | CAN Canadá         | 1:34:57 | +8:35  |
| 31                | 31  | Diego Arias            | COL Colômbia       | 1:35:13 | +8:51  |
| 32                | 27  | Oleksandr Hudyma       | UKR Ucrânia        | —       | -1 LAP |
| 33                | 34  | Mi Jiujiang            | CHN China          | —       | -2 LAP |
| 34                | 33  | Ede-Károly Molnár      | ROU Romênia        | —       | -6 LAP |
|                   | 32  | Alex Miller            | NAM Namíbia        | DNF     | DNF    |
|                   | 36  | Joni Savaste           | FIN Finlândia      | DNF     | DNF    |